# Willie Dille
Pour les articles homonymes, voir Dille.
Wilhelmina Ruurdina Dille, dite Willie Dille, née le 2 juin 1965 à La Haye et morte le 8 août 2018 dans la même ville, est une femme politique néerlandaise.

## Biographie
Willie Dille est élue le 11 mars 2010 au conseil municipal de La Haye, sur la liste du Parti pour la liberté (Partij voor de Vrijheid). Le 17 juin 2010, elle est élue députée à la deuxième chambre du parlement (Tweede Kamer) et démissionne de son mandat municipal.
En mai 2012, battue aux élections, elle retourne siéger au conseil municipal de la Haye, étant réélue en 2018.
Depuis février 2016, elle était connue pour ses positions contre l'islam.
Le 6 août 2018, Willie Dille publie une vidéo sur Facebook où elle annonce sa démission du conseil municipal. Elle accuse son ancien collègue Arnoud van Doorn (ancien du Parti pour la liberté, et désormais converti à l'islam depuis 2013) d'avoir organisé son enlèvement et viol par un groupe de musulmans, en vue de l'intimider. Le lendemain, elle confirme cette accusation dans une émission télévisée.
Le 8 août 2018, Willie Dille se suicide après s'être excusée auprès de ses proches via Facebook, à l'âge de 53 ans, laissant un conjoint veuf ainsi que quatre enfants adoptés orphelins[réf. nécessaire].